# Johann Christian Brandes
Johann Christian Brandes (Stettino, 15 novembre 1735 – Berlino, 10 novembre 1799) è stato un attore teatrale e commediografo tedesco.

## Biografia

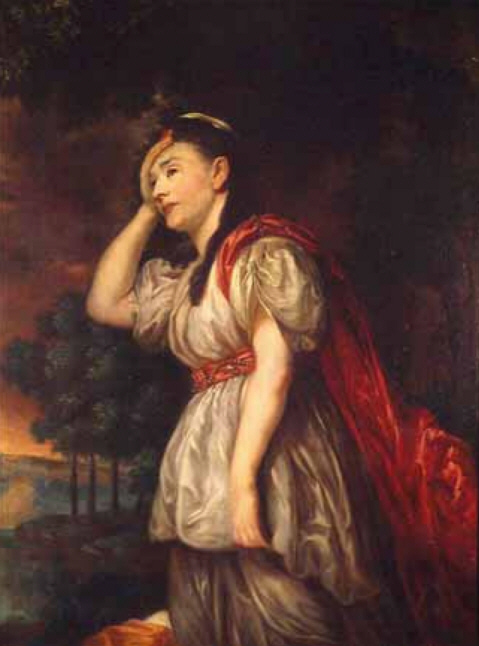
Esther Charlotte Brandes in un'opera di Anton Graff

La vita di Johann Christian Brandes si caratterizzò per un'esistenza errabonda; imparò la professione di attore all'età di diciotto, venti anni circa. Partecipò alla Schuch Society, lavorò nella Seylersche Truppe.
Furono soprattutto gli anni che vanno dal 1765 al 1769 a risultare i più significativi, durante i quali collaborò con il Nationaltheater di Amburgo.
A Dresda avrebbe dovuto organizzare un teatro sassone di corte, ma andò a Seyler nel 1779 al Mannheim Court Theatre e infine ad Amburgo, dove dal 1785 al 1786 diresse il teatro di questa città; nel 1788 diede l'addio al palcoscenico.
Lavorò assieme alla moglie attrice Esther Charlotte Brandes  (1746-1786) e strinse amicizia con Lessing, dal quale ricevette una grande influenza.
Tra le sue opere si possono menzionare La signora Fanny (Miss Fanny, 1766); Il conte di Olsbach  (Graf Olsbach, 1766); L'apparenza inganna (Des Schein trügt, 1768).
Sua moglie fu una delle attrici più famose del suo tempo, soprattutto nel melodramma.
La loro figlia, Charlotte Wilhelmine Franziska (1765-1788) divenne celebre con il soprannome di Minna. Era una cantante e compositrice di pianoforte.

## Opere
- La signora Fanny (Miss Fanny, 1766);
- Il conte di Olsbach  (Graf Olsbach, 1766);
- L'apparenza inganna (Des Schein trügt, 1768).